# Rozwodnik Gary
Rozwodnik Gary (Gary Unmarried) – amerykański serial komediowy nadawany przez stację CBS od 24 września 2008. W Polsce nadawany był przez stację Comedy Central od 28 października 2008 do 17 marca 2010 roku. Pomysłodawcą serialu jest Ed Yeager. Serial wyprodukowany został przez ABC Studios i CBS Television Studios.

## Opis fabuły
Serial opowiada o życiu Gary`ego Brooksa (Jay Mohr) trzy miesiące po rozwodzie z Allison (Paula Marshall). Od teraz musi na nowo ułożyć sobie życie jednak nie będzie to łatwe. Szukając nowej partnerki nie może zapominać także o obowiązkach jako ojca dwójki dzieci oraz właściciela firmy malarskiej. Kolejny problem z jakim sobie musi poradzić to uciążliwa była żona, która ciągle czuje żal do męża.

## Obsada
- Gary Brooks (Jay Mohr) mężczyzna będący ciągłym dzieckiem; kochający ale i bardzo podstępny, nieuczciwy, uwielbiający intrygi. Jest rozwiedzionym ojcem, uciekającym od wszelkich problemów. Uwielbia także randkowanie, picie piwa oraz gry z przyjaciółmi.

- Allison Brooks (Paula Marshall) problematyczna ex-żona Gary`ego i matka dwojga dzieci.

- Tom Brooks (Ryan Malgarini) nastoletni, zuchwały syn Gary`ego i Allison, który w jednej chwili może być kochany i opiekuńczy jak jego matka a innym razem dowcipny i nieznośny jak ojciec.

- Louise Brooks (Laura Marano i Kathryn Newton) córka Gary`ego i Allison pragnąca zostać ekologiem.

- Mitch Brooks (Rob Riggle) przyrodni brat Gary`ego, który wrócił do Stanów Zjednoczonych, zamieszkujący w jego domu. Pracuje razem z Garym jako malarz.

- Curtis (Keegan-Michael Key) stary przyjaciel Gary`ego, który pracuje w stacji radiowej.

- Sasha (Brooke D’Orsay) młoda kierowniczka stacji radiowej.

- Vanessa Flood (Jaime King) jedyna osoba, która rozumie zachowanie i postępowanie Gary’ego. Obydwoje mają wiele wspólnego, gdyż Vanessa także ma dziecko z poprzedniego małżeństwa i nadal ma negatywny stosunek do byłego męża.

- Dr. Walter Krandall (Ed Begley, Jr) psychiatra doradzający małżeństwu Gary`ego i Allison.

- Dennis Lopez (Al Madrigal) najlepszy przyjaciel i współpracownik Gary’ego.

### Epizodyczni
- Mitch / Ronnie (David Denman)

- Parker Flood (Charles Henry Wyson)

- Jack Brooks (Max Gail) dość ekscentryczny ojciec Gary’ego, który odwiedził go w Święto Dziękczynienia (odcinek 9). Został zwabiony przez Allison aby obchodził Święto Dziękczynienia zamiast niej, w efekcie powoduje wiele chaosu.

- Joan Plummer (Kathleen Rose Perkins)

- Charlie (Martin Mull)

- Connie (Jane Curtin)

- Ira (Senyo Amoaku) kobieta uwielbiająca pracować w szczególności u Vanessy.

## Nagrody
People's Choice Awards 2009
- wygrana: najlepszy ulubiony serial komediowy